# 西門町 (映画)
『西門町』（せいもんちょう、拼音: Xi men ding シーメンディン、英語: Westgate Tango）は、2012年に制作された台湾映画。日本未公開。
郭品超（ディラン・クォ）、安心亜（アンバー・アン）、香港の俳優である黄秋生（アンソニー・ウォン）、曹西平（デニー・ツァオ）、李杰宇（ジェット・リー）、日本の俳優である北村豊晴が主演した恋愛映画。映画評論家として知られる王瑋（ウェイ・ワン）が、脚本と監督を手掛けた。王瑋にとっては、監督としての長編映画デビュー作である。舞台に設定されている西門町地区は、オルタナティブなライフスタイル、若者のファッション、反社会的な香りが入り混じったことで知られる台北市の中でもトレンディーな地区であり、若者たちがそれぞれの人生の目的を見つけていく楽天的な物語が展開する。この映画の楽天的な調子を好む向きもあるが、背景にあるはずの複雑な要素は、ステレオタイプによってかき消されてしまっている。

## あらすじ
失恋した男ジン（郭品超）は、自分は二度と恋に落ちないと信じている。12年間の放浪生活を経て、ジンは台北の文化・ファッションの中心地である西門町にたどり着く。ジンはそこで楽天的な少女モエ（安心亜）に出会い、傷心を癒される。ジンは、西門町に住む奇妙な人々の中心になっている占い師オラクル（黄秋生）の弟子となる。彼の周りには、地区の「女王」を自称するマミー（曹西平）、アイドル歌手を夢見る若きパンク少年エース（李杰宇）、入れ墨の彫師で自称ヤクザの日本人アニキ（北村豊晴）などがいる。ミスマッチに思えるこうした人々の人生が絡まり合って、不可解な形で互いに影響し合っていく様子が、台北の今の鼓動になっている。

## キャスト
- 郭品超（ディラン・クォ） - Jin 景淳
- 安心亜（アンバー・アン） - Moé 小萌
- 黄秋生（アンソニー・ウォン） - Oracle 黃秋生
- 曹西平（デニー・ツァオ） - Mommy 雄媽
- 李杰宇（ジェット・リー） - Ace 阿華
- 北村豊晴 - Aniki 阿尼基